# سبيس باترول (مسلسل 1950)
سبيس باترول (بالإنجليزية: Space Patrol)‏ هو مسلسل مغامرة تم إنتاجه في الولايات المتحدة. بدأ عرضه في سنة 1950 على هيئة الإذاعة الأمريكية. بلغ عدد مواسم المسلسل 5.5 مواسم، بلغ عدد حلقاته 210 حلقات، وتبلغ مدة الحلقة الواحدة 30 دقيقة. المسلسل من تأليف مايك موسر، تم بث المسلسل لأول مرة بتاريخ 9 مارس 1950 بينما تم بث آخر حلقة منه بتاريخ 26 فبراير 1955. من بطولة كين ماير، فيرجينيا هيويت، نينا بارا وبيلا كوفاك.

## روابط خارجية
- سبيس باترول على موقع IMDb (الإنجليزية)
- سبيس باترول على موقع كينوبويسك (الروسية)
- سبيس باترول على موقع قاعدة بيانات الفيلم (الإنجليزية)